# 디킨 대학교

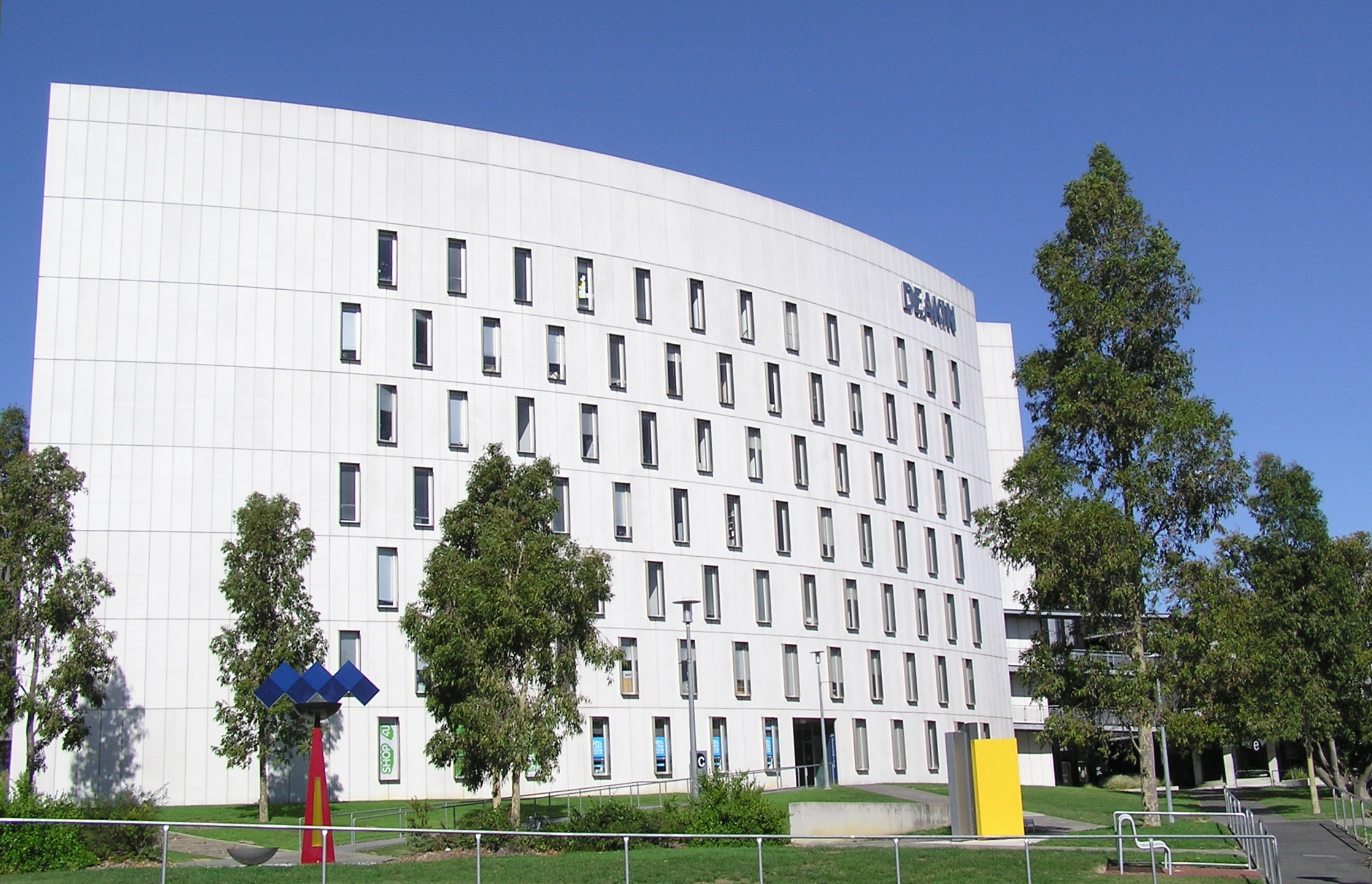

디킨 대학교(Deakin University)은 오스트레일리아의 빅토리아주의 대형 종합 대학이다.  버우드, 투락, 기롱, 와르남불에 캠퍼스가 소재한다. 오스트레일리아의 제2 대 총리였던 알프레드 디킨의 이름을 따 이름이 지어졌다.
약 60,000명의 학생이 재학 중인 호주에서 7번째로 큰 대학입니다. 디킨 대학교는 QS 세계 대학 순위와 ARWU 순위에서 세계 최고의 대학 중 하나입니다.

## 역사
대학의 기초는 1887년 고든 기술 대학(Gordon Technical College)의 설립으로 시작되었으며, 1974년 법률에 따라 질롱 주립 대학(State College at Geelong)과 합병되어 디킨 대학교(Deakin University)가 되었습니다.
1973년 12월 14일 제4 차 대학 위원회의 보고서에서, 당시 연방 정부의 대학 위원회는 기롱에 대학을 건립할 것을 권장하고 있었다. 그 결과 1974년 의회 법률안에 의거 (영어) DEAKIN UNIVERSITY ACT 1974. Act No. 8610/1974. 대학이 설치되었다.

## 랭킹
'오스트레일리안 좋은 대학 가이드'(The Australian Good Universities Guide)은 매년 대학 순위를 발표하고 있다.
디킨 대학의 순위 및 점수는 다음과 같다.:
| 기준         | 2000 | 20011 | 2002 | 2003 | 2004 | 2005 | 2006  | 20072 |
| ------------ | ---- | ----- | ---- | ---- | ---- | ---- | ----- | ----- |
| 평판         |      | 3/5   |      |      |      |      | n/p   | n/p*  |
| 학생 선호도  |      | 3/5   |      |      |      |      | 3/5   | 3/5   |
| 비-정부 소득 |      | 3/5   |      |      |      |      | 5/5   | 5/5   |
| 연구 보조금  |      | 2/5   |      |      |      |      | 3/5   | 3/5   |
| 연구 강도    |      | n/p   |      |      |      |      | 2/5   | 2/5   |
| 총점         |      | 11/20 |      |      |      |      | 13/20 | 13/20 |

.* n/p - 발표 없었음.
1.출처: THE AGE: The Good Universities Guide, 2001년 판.
2.출처: The Hobson Guides to universities: The Good Universities Guide, 2007년 판 및 이전.
멜버른 응용 경제 및 사회 연구소가 2006년 발표한 보고서에 의거, 7개 주요 학문 분야 - 예술&인문, 경영&경제, 교육학, 공학, 법학, 의학, 자연 과학 -에서의 랭킹은 다음과 같다 :
각 분야에서의 디킨 대학의 순위:
| 분야        | R1* | No. | R2* | No. |
| ----------- | --- | --- | --- | --- |
| 예술 & 인문 | 17  | 35  | 17  | 35  |
| 경영 & 경제 | 15  | 39  | 24  | 34  |
| 교육학      | 6   | 35  | 8   | 32  |
| 공학        | 20  | 28  | 18  | 28  |
| 법학        | 20  | 29  | 20  | 28  |
| 의학**      | _   | _   | _   | _   |
| 자연 과학   | 24  | 38  | 27  | 31  |

.*R1는 보고서의 3.1 - 3.7 표 참조함. R2는 기사 및 표 5.1 - 5.7의 연구 순위 참조함. No. 는 디킨 대학과 비교된 대학 숫자를 의미함.
.**디킨에 2008년 의학 대학이 생길 예정이므로 자료 없음.
랭킹에서는 현재 (2021) 디킨대학교는 오스트레일리아에서 15위, 세계에서는 240위를 기록했다.
(2022) 디킨대학교는 오스트레일리아에서 12위를 기록하고 있다.

## 연구
디킨 대학은 오스트레일리아 내 가장 고도 성장을 기록하고 있는 대학이다. 연합 연구 기금은 1997년에 4백 5십만 달러, 2005년에 2천 2백만 달러를 기록했다.

## 총장
- 1977-1983 - Peter Thwaites
- 1983-1987 - Austin Asche
- 1987-1996 - James Leslie
- 1997-2005 - Richard Searby
- 2005-현재 - David M. Morgan

## 부총장
- 1977-1985 - Fred Jevons
- 1986-1991 - Malcolm Skilbeck
- 1992-1996 - John A. Hay
- 1997-2002 - Geoff Wilson
- 2003-현재 - Sally Walker

## 같이 보기
- 디킨 비즈니스 스쿨
- 디킨 로스쿨
- 디킨 지역 & 전원 의대